# 江加良
江加良（こう かりょう、ジァン・ジァリアン、江嘉良、Jiang Jialiang 1964年3月3日 - ）は、中国広東省中山市出身の卓球選手。

## 経歴
1985年の世界選手権イェテボリ大会では陳龍燦（中国）を、1987年のニューデリー大会ではヤン＝オベ・ワルドナー（スウェーデン）を破り世界選手権2連覇を果たした。
1988年のソウルオリンピックでは準々決勝でエリック・リンド（スウェーデン）に敗れメダルを逃した。
2001年に世界卓球殿堂入りした。

## 主な成績
※最高成績
男子シングルス
- オリンピック　ベスト8 (1988)
- 世界選手権　優勝 (1985、1987)
- ワールドカップ　優勝 (1984)
- アジア選手権　優勝 (1986)
- アジアカップ　準優勝 (1983、1985)